# أهل الشيخ (ردفان)

تعديل مصدري - تعديل

أهل الشيخ هي إحدى قرى عزلة الحبيلين بمديرية ردفان التابعة لمحافظة لحج، بلغ تعداد سكانها 349 نسمة حسب تعداد اليمن لعام 2004.